# Blooming

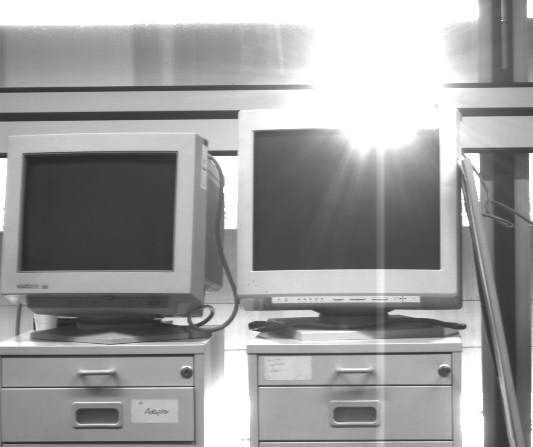
Blooming se projevuje světlými čarami okolo extrémního světelného zdroje

Blooming (z anglického bloom - rozkvétat) je jev na čipu CCD v digitální fotografii, ke kterému dochází při použití elektronické závěrky. Vzniká ve chvíli, kdy na některé pixely dopadne tolik světla, že přeteče jejich kapacita. Přebytečné elektrony se pak roztečou do okolních pixelů v řadě, takže okolo silného světla na fotografii vzniknou rovnoběžné čárky nepravidelných délek.

## Počítačová grafika
Efektu bloomingu se využívá také v počítačově generovaných obrázcích, například v prostorových počítačových hrách naprogramovaných metodou High Dynamic Range Rendering.

## Galerie

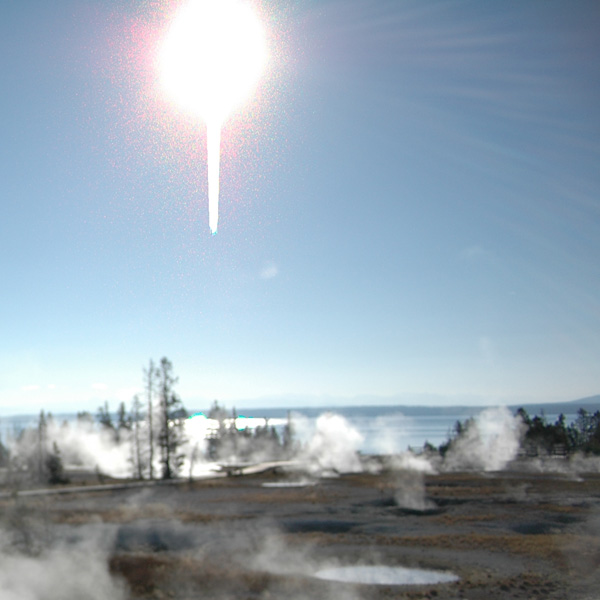
Blooming způsobený silným protisvětlem
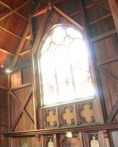
Blooming v protisvětle (obrázek HDR)
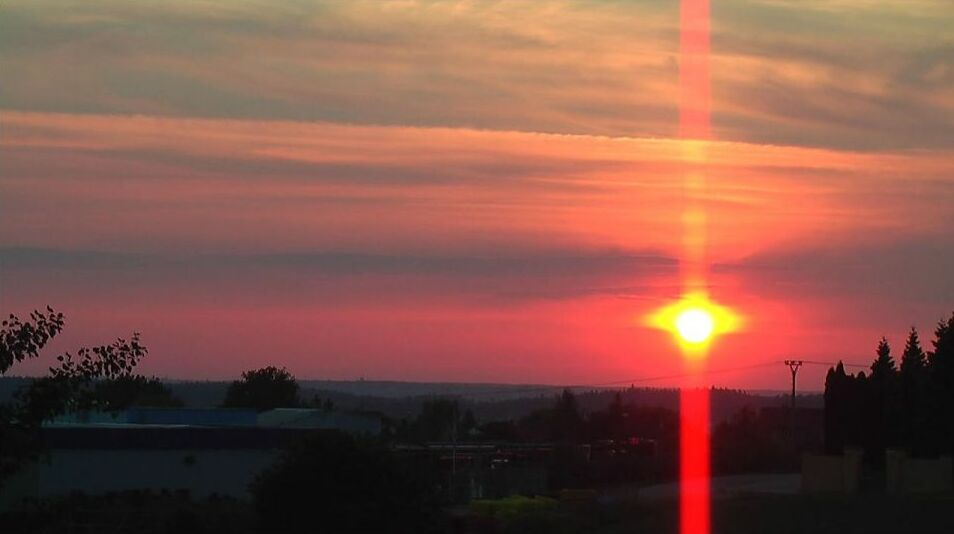
Silný blooming na řádově mnohem tmavším pozadí